# Carlo Fossa Mancini
Carlo Fossa Mancini (Jesi, 29 ottobre 1854 – Jesi, 28 novembre 1931) è stato un ingegnere italiano.

## Biografia
Carlo Fossa Mancini, zio di Enrico Fossa Mancini, fu un valente ingegnere idraulico. Tra le sue opere più importanti ricordiamo la progettazione e realizzazione dell'acquedotto della valle dell'Esino e gli studi sull'ariete idraulico. Gli studi di idraulica lo portarono a registrare nel 1891 un brevetto per un Apparecchio a manicotto per l'aumento della spinta di reazione.
Però la fama di Carlo Fossa Mancini è principalmente legata all'invenzione della prima sommatrice meccanica prodotta su brevetto italiano (1897). L'invenzione fu oggetto di diversi brevetti registrati anche in Francia e Gran Bretagna. Tale addizionatrice costituì per l'epoca una notevole innovazione in quanto fu la capostipite di una famiglia di macchine che univano semplicità d'uso e costo contenuto. Tra le calcolatrici più famose che possono essere considerate eredi della Fossa Mancini si possono ricordare la tedesca Resulta e l'italiana Addimat,  vendute fino alla fine degli anni sessanta.
Carlo Fossa Mancini fu anche molto attivo nella vita politica e amministrativa locale diventando, tra l'altro, sindaco tra il 1913-14 del Comune di Castelplanio.